# Perkinsiella thompsoni
Perkinsiella thompsoni är en insektsart som beskrevs av Frederick Arthur Godfrey Muir 1913. Perkinsiella thompsoni ingår i släktet Perkinsiella och familjen sporrstritar. Inga underarter finns listade i Catalogue of Life.